# 窄身無鬚魮
窄身無鬚魮（学名：Puntius cauveriensis）是輻鰭魚綱鯉形目鯉科的其中一個種，於1913年由Theodore Dru Alison Cockerell描述，分布於亞洲緬甸茵萊湖流域，棲息在中底層水域。